# Giovanni Battista Riccio
Giovanni Battista Riccio noto anche come Giambattista Riccio (fine XVI secolo – dopo il 1621) è stato un musicista e compositore italiano del primo barocco, attivo a Venezia, noto soprattutto per lo sviluppo delle forme strumentali, utilizzando in particolare il flauto dolce.

## Biografia
Non sono disponibili dettagli sulla prima parte della sua vita, ma dovrebbe essere nato alla fine del XVI secolo.
Dalle registrazioni risulta che fu nominato organista alla Scuola di San Giovanni Evangelista di Venezia nel 1609, quando divenne la scelta preferita rispetto a Gabriel Sponga (nipote di Francesco Usper). Probabilmente era anche un violinista.
Riccio è noto per aver pubblicato tre libri di musica vocale e strumentale a Venezia. Questi libri includono le sue opere strumentali per flauto dolce, insolite per la musica veneziana dell'epoca, sebbene Giovanni Picchi scrisse anche per questo strumento.
La data di pubblicazione iniziale del Primo Libro di Riccio è sconosciuta, ma sopravvive la ristampa del 1612. La maggior parte del primo libro è dedicata alle opere vocali, ma nell'edizione rivista vengono aggiunte due nuove canzoni strumentali. Una è il suo primo pezzo noto per flauto dolce — una canzone per due flautini.
Il suo Secondo Libro, pubblicato anche a Venezia, apparve nel 1614.
Il Terzo libro delle Divine Lodi pubblicato nel 1620 e nel 1621 è il più conosciuto oggi. Comprende trentasei opere vocali e altri dodici brani strumentali per lo più descritti come canzona. La maggior parte dispone di due strumenti principali (come flauto dolce, cornetto, violino, trombone o talvolta fagotto o dulcian contemporanei). Una canzona intitolata La Grimantea con il tremolo è uno dei primi brani a utilizzare la tecnica del tremolo per il 'Flautin e Fagoto' (flauto dolce e fagotto).
Le dediche nelle sue opere suggeriscono che Riccio conobbe altri compositori come Giovanni Picchi, Alessandro Grandi, Giovanni Battista Grillo e Giacomo Finetti. Alcune delle sue canzoni citano opere di maggiore portata di Giovanni Gabrieli.

## Opere
- Primo libro delle Divine Lodi (Venezia, Edizione rivista 1612)
- Secondo libro delle Divine Lodi (Venezia, 1614)
- Terzo libro delle Divine Lodi (Venezia, 1620; 1621)
- Potrebbe anche essere il compositore di una canzona negli Otto ordini di litanie di Valerio Bona (Venezia, 1619)